# Тульчинський Анатолій Аронович
Анатолій Аронович Тульчинський (8 січня 1943, м. Ачинськ, СРСР) — радянський та російський вчений у галузі електромеханіки. Учасник розробки, виготовлення та експериментального відпрацювання гіроскопів та акселерометрів для систем управління ракетно-космічних комплексів різного призначення, включаючи космічну програму «Енергія-Буран» та російські ракети-носії сімейства «Союз-2». Кандидат технічних наук (1975), лауреат Державної премії СРСР (1986).

## Життєпис
Закінчив Ленінградський електротехнічний інститут (ЛЕТІ ім. В. І. Ульянова (Леніна)) за спеціальністю інженер-електрик (1966), аспірантуру Вищого військово-морського інженерного училища імені В. І. Леніна (ЛВІМУ ім. адмірала С. О. Макарова) (1974).
З 1965 р. — в електромеханічному НДІ (нині ФГУП «Науково-виробниче об'єднання електромеханіки» місто Міас Челябінської області): технік, старший науковий співробітник, начальник сектора, заступник начальника, провідний спеціаліст науково-технічних комплексів, начальник провідний спеціаліст науково-технічних комплексів, начальник технічних комплексів.
Вніс внесок у розробку, виготовлення та експериментальне відпрацювання гіроскопів і акселерометрів для систем управління ракетно-космічних комплексів різного призначення, включаючи «Енергія-Буран» (космічна програма). Під його керівництвом створені унікальні динамічно настроювані гіроскопи, які не поступаються кращим світовим зразкам.
Кандидат технічних наук (1975). Лауреат Державної премії СРСР (1986).
Автор понад 50 наукових праць, володар 55 авторських свідоцтв на винаходи. Автор (у співавторстві) двох патентів.